# Naniteta elassa
Naniteta elassa is een vlinder uit de familie van de Mimallonidae. De wetenschappelijke naam van de soort is voor het eerst geldig gepubliceerd in 1973 door Franclemont.